# 다노우라정
다노우라정(일본어: 田浦町)은 일본 구마모토현 남부 아시키타군에 있던 정이다.
2005년 1월 1일, 인접했던 아시키타정과 신설합병해, 새로운 아시키타정이 되었기 때문에 소멸하였다.

## 지리
현 남부의 서쪽에 위치하며 야쓰시로해에 접해 있다.

## 역사
- 1889년 4월 1일 - 정촌제 시행에 의해 다노우라촌이 성립하였다.
- 1958년 4월 1일 - 정으로 승격해 다노우라정이 되었다.
- 2005년 1월 1일 - 아시키타정과 신설합병해 소멸하였다.

## 경제
귤, 단감, 감귤의 명산지로 옛 다우라마치에서 생산된 몰타마크의 단감은 전국적인 브랜드였으나, 최근 JA의 합병으로 다른 마을에서 생산된 단감도 같은 몰타마크를 사용하게 되면서 브랜드 가치가 하락하고 있다. 

## 교통

### 철도
- 히사쓰 오렌지 철도 히사쓰 오렌지 철도선

### 도로
- 국도 3호선
- 구마모토현도 제56호선

## 참고 문헌
- 角川日本地名大辞典編纂委員会, 『角川日本地名大辞典 43 熊本県』1987, 角川書店